# Unione Sportiva Arezzo 1975-1976
Questa voce raccoglie le informazioni riguardanti l'Unione Sportiva Arezzo nelle competizioni ufficiali della stagione 1975-1976.

## Rosa
| N. |                   | Ruolo | Calciatore         |
| -- | ----------------- | ----- | ------------------ |
|    | Italia (bandiera) | A     | Arnaldo Antonelli  |
|    | Italia (bandiera) | P     | Fabio Arrigucci    |
|    | Italia (bandiera) | C     | Andrea Baldi       |
|    | Italia (bandiera) | D     | Giorgio Battiston  |
|    | Italia (bandiera) | D     | Fernando Benatti   |
|    | Italia (bandiera) |       | Massimo Bianchini  |
|    | Italia (bandiera) | D     | Luigi Bigoni       |
|    | Italia (bandiera) | D     | Pierluigi Cencetti |
|    | Italia (bandiera) | C     | Claudio Di Prete   |
|    | Italia (bandiera) | C     | Mario Fara         |
|    | Italia (bandiera) | P     | Gastone Giacinti   |
|    | Italia (bandiera) | D     | Claudio Giulianini |
|    | Italia (bandiera) | C     | Antonio Incalza    |

| N. |                   | Ruolo | Calciatore             |
| -- | ----------------- | ----- | ---------------------- |
|    | Italia (bandiera) | D     | Vittorio Marini        |
|    | Italia (bandiera) | P     | Paolo Mariutti         |
|    | Italia (bandiera) | A     | Lucio Mujesan          |
|    | Italia (bandiera) | A     | Giuseppe Novelli       |
|    | Italia (bandiera) | A     | Mario Palazzi          |
|    | Italia (bandiera) | C     | Carlo Odorizzi         |
|    | Italia (bandiera) | D     | Giuseppe Papadopulo    |
|    | Italia (bandiera) | C     | Giovan Battista Pienti |
|    | Italia (bandiera) |       | Carlo Savini           |
|    | Italia (bandiera) | A     | Roberto Tombolato      |
|    | Italia (bandiera) | D     | Alessandro Zanin       |
|    | Italia (bandiera) | C     | Vincenzo Zazzaro       |